# Rhynchopyga steniptera
Rhynchopyga steniptera là một loài bướm đêm thuộc phân họ Arctiinae, họ Erebidae.